# Skate Canada 2011
Navigation
Édition précédente Édition suivante
Le Skate Canada (ou Internationaux Patinage Canada) est une compétition internationale de patinage artistique qui se déroule au Canada au cours de l'automne. Il accueille des patineurs amateurs de niveau senior dans quatre catégories: simple messieurs, simple dames, couple artistique et danse sur glace.
Le trente-huitième Skate Canada est organisé du 27 au 30 octobre 2011 au Hershey Centre de Mississauga dans la province de l'Ontario. Il est la deuxième compétition du Grand Prix ISU senior de la saison 2011/2012.

## Résultats

### Messieurs

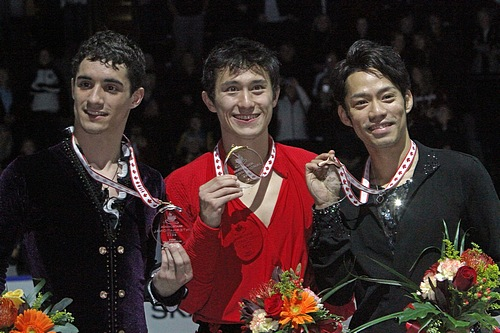
Podium des Messieurs

| Rang | Nom                  | Pays       | Points | Programme court | Programme court | Programme libre | Programme libre |
| ---- | -------------------- | ---------- | ------ | --------------- | --------------- | --------------- | --------------- |
| 1    | Patrick Chan         | Canada     | 253.74 | 3               | 83.28           | 1               | 170.46          |
| 2    | Javier Fernández     | Espagne    | 250.33 | 1               | 84.71           | 2               | 165.62          |
| 3    | Daisuke Takahashi    | Japon      | 237.87 | 2               | 84.66           | 3               | 153.21          |
| 4    | Adam Rippon          | États-Unis | 217.97 | 4               | 72.89           | 4               | 145.08          |
| 5    | Denis Ten            | Kazakhstan | 212.39 | 5               | 71.40           | 6               | 140.99          |
| 6    | Ross Miner           | États-Unis | 202.36 | 9               | 60.83           | 5               | 141.53          |
| 7    | Andrei Rogozine      | Canada     | 193.40 | 6               | 67.28           | 7               | 126.12          |
| 8    | Kevin Van Der Perren | Belgique   | 179.21 | 8               | 64.01           | 8               | 115.20          |
| 9    | Alexander Majorov    | Suède      | 177.84 | 7               | 65.14           | 9               | 112.70          |
| 10   | Elladj Baldé         | Canada     | 151.57 | 10              | 55.99           | 10              | 95.58           |

### Dames

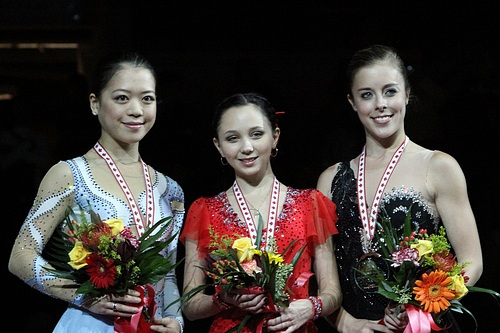
Podium des Dames

| Rang | Nom                    | Pays       | Points | Programme court | Programme court | Programme libre | Programme libre |
| ---- | ---------------------- | ---------- | ------ | --------------- | --------------- | --------------- | --------------- |
| 1    | Elizaveta Tuktamysheva | Russie     | 177.38 | 1               | 59.57           | 2               | 117.81          |
| 2    | Akiko Suzuki           | Japon      | 172.26 | 4               | 52.82           | 1               | 119.44          |
| 3    | Ashley Wagner          | États-Unis | 165.48 | 2               | 54.50           | 3               | 110.98          |
| 4    | Alena Leonova          | Russie     | 152.22 | 7               | 49.75           | 4               | 102.47          |
| 5    | Mirai Nagasu           | États-Unis | 151.72 | 5               | 52.73           | 5               | 98.99           |
| 6    | Amélie Lacoste         | Canada     | 146.40 | 6               | 50.60           | 6               | 95.80           |
| 7    | Cynthia Phaneuf        | Canada     | 140.70 | 8               | 48.70           | 7               | 92.00           |
| 8    | Sarah Hecken           | Allemagne  | 130.71 | 10              | 44.50           | 8               | 86.21           |
| 9    | Adriana DeSanctis      | Canada     | 129.48 | 9               | 47.14           | 9               | 82.34           |
| 10   | Rachael Flatt          | États-Unis | 128.22 | 3               | 54.23           | 10              | 73.99           |

### Couples

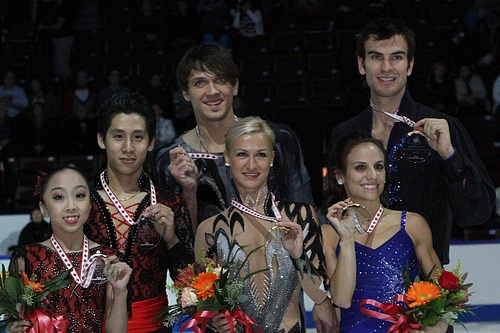
Podium des couples artistiques

| Rang | Nom                                     | Pays   | Points | Programme court | Programme court | Programme libre | Programme libre |
| ---- | --------------------------------------- | ------ | ------ | --------------- | --------------- | --------------- | --------------- |
| 1    | Tatiana Volosozhar / Maksim Trankov     | Russie | 201.38 | 1               | 70.42           | 1               | 130.96          |
| 2    | Sui Wenjing / Han Cong                  | Chine  | 180.82 | 4               | 59.23           | 2               | 121.59          |
| 3    | Meagan Duhamel / Eric Radford           | Canada | 174.84 | 2               | 62.37           | 3               | 112.47          |
| 4    | Narumi Takahashi / Mervin Tran          | Japon  | 169.41 | 3               | 60.60           | 5               | 108.81          |
| 5    | Lubov Iliushechkina / Nodari Maisuradze | Russie | 165.17 | 5               | 58.14           | 6               | 107.03          |
| 6    | Jessica Dubé / Sébastien Wolfe          | Canada | 158.44 | 6               | 53.23           | 7               | 105.21          |
| 7    | Yu Xiaoyu / Jin Yang                    | Chine  | 158.36 | 8               | 49.28           | 4               | 109.08          |
| 8    | Paige Lawrence / Rudi Swiegers          | Canada | 153.96 | 7               | 50.11           | 8               | 103.85          |

### Danse sur glace

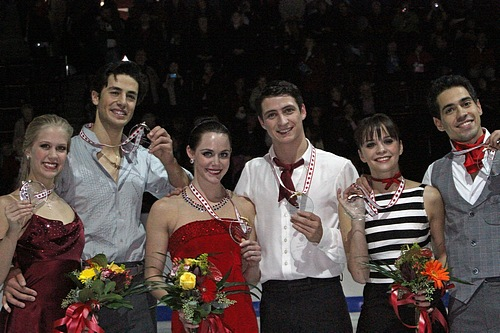
Podium de la danse sur glace

| Rang | Nom                                     | Pays       | Points | Danse courte | Danse courte | Danse libre | Danse libre |
| ---- | --------------------------------------- | ---------- | ------ | ------------ | ------------ | ----------- | ----------- |
| 1    | Tessa Virtue / Scott Moir               | Canada     | 178.34 | 1            | 71.61        | 1           | 106.73      |
| 2    | Kaitlyn Weaver / Andrew Poje            | Canada     | 155.99 | 2            | 63.31        | 3           | 92.68       |
| 3    | Anna Cappellini / Luca Lanotte          | Italie     | 154.87 | 3            | 61.92        | 2           | 92.95       |
| 4    | Madison Chock / Evan Bates              | États-Unis | 135.10 | 6            | 51.24        | 4           | 84.67       |
| 5    | Ekaterina Riazanova / Ilia Tkachenko    | Russie     | 132.36 | 4            | 54.94        | 5           | 77.42       |
| 6    | Ekaterina Pushkash / Jonathan Guerreiro | Russie     | 126.63 | 5            | 51.24        | 6           | 75.39       |
| 7    | Tarrah Harvey / Keith Gagnon            | Canada     | 122.80 | 7            | 49.65        | 7           | 73.15       |

## Sources
- Résultats du Skate Canada 2011 sur le site de l'ISU
- Patinage Magazine N°129 (Janvier/Février 2012)